# 乳房切除術
乳房切除術（にゅうぼうせつじょじゅつ）または乳腺切除術（にゅうせんせつじょじゅつ、英: Mastectomy）とは、片側または両方の乳房を部分的または完全に切除する外科的治療を指す。乳房切除術は通常、乳癌の治療のために行われる。乳癌のリスクが高いと考えられる女性が、予防のために手術を選択する場合もある。また乳房を温存しつつ、腫瘍を含む乳房組織と周囲の健康な組織を少量切除する手術である広範囲局所切除術（乳腺腫瘤摘出術）を選択する女性もいる。乳房切除術と乳腺腫瘤摘出術はどちらも乳癌の「局所療法」であり、化学療法、ホルモン療法、免疫療法などの全身療法とは対照的に、腫瘍領域のみを標的とする。
癌治療のための乳房切除術の可否は、乳房の大きさ、病変の数、乳癌の生物学的侵襲性、術後補助放射線療法の有無、乳腺腫瘤摘出術および/または放射線照射後の腫瘍再発率が高くなることを受け入れる患者の意思など、多くの要因に基づいて決定される。乳房切除術と乳腺腫瘤摘出術+放射線照射を比較したアウトカム研究では、通常の根治的乳房切除術は、発見、診断、手術前に微小転移から生じる遠隔転移の二次性腫瘍を必ずしも予防しないことが示唆されている。殆どの場合、全生存率と乳癌再発率に差は認められない。乳房切除術には医学的適応と非医学的適応の両方があるが、手術前後の臨床ガイドラインと患者の期待は変わらない。
乳房切除術が性別違和の症状を軽減するために出生時に女性と割り当てられたトランスジェンダーやノンバイナリーにも行われることもある。

## 適応

### 乳癌
乳癌患者に対して乳房温存手術を提供できるようになっているが、特定のグループには従来の乳房切除術の方が適している場合がある：
- 患側乳房に放射線療法を既に受けている女性
- 同一乳房内に2箇所以上の癌領域があり、領域が離れているため1回の切開で切除できない女性
- 初回の乳腺腫瘤摘出術と（1回以上の）再切除術を行っても癌を完全に切除できなかった女性
- 強皮症など、放射線療法の副作用に特に敏感な特定の重篤な結合組織疾患を持つ女性
- 妊娠中に放射線療法が必要となる妊婦（胎児に悪影響を与えるリスクがある）
- 腫瘍径が5cmを超え、術前化学療法では充分に縮小しない女性
- 乳房の大きさに比べて乳癌が大きい女性
- BRCA1 またはBRCA2 遺伝子の有害突然変異陽性であり、乳癌発症リスクが高いため予防的乳房切除術（英語版）を選択する女性[9][10][11]

### その他

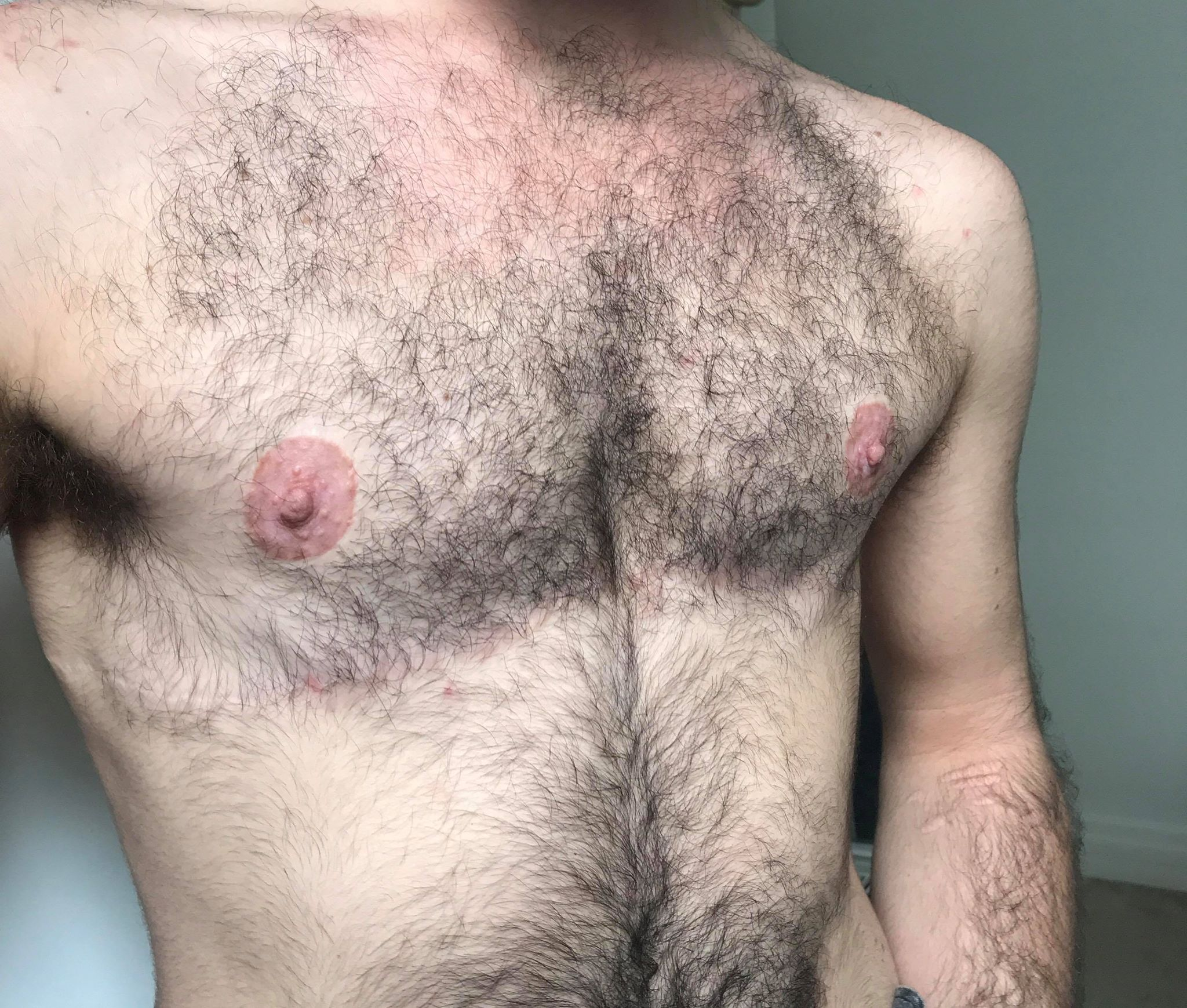
両側面切開乳房切除術を受けたトランスジェンダー

美容整形や再建手術など、癌治療以外の医療目的でも乳房切除術が実施される。女性化乳房の男性が乳房切除術を受けることもあるが、低侵襲の術式も存在する。出生時に女性と指定されたトランスジェンダーやノンバイナリーは、性別適合手術として乳房切除術を受ける場合がある。

## 術式
現在、乳房切除術には幾つかの外科的アプローチがあり、どの種類の手術を受けるか（あるいは代わりに乳腺腫瘤摘出術を受けるか）は、腫瘍の大きさ、位置、性状（腫瘍がある場合）、手術が治療的か予防的か、乳房切除術後に再建手術を受けるか否かなどの要因によって決まる。トランスジェンダーが男性化手術を受ける場合は、希望する結果、瘢痕、回復過程、乳首の感覚を求めるかどうか、その他個人的な好みや医学専門家からの意見に基づく色々な要因によって、選択される手術の種類も変わる。

### 単純乳房切除術/乳房全切除術
単純乳房切除術 (英: Simple mastectomy)/乳房全切除術 (英: Total mastectomy) では乳房組織全体が切除されるが、腋窩内容物はそのままである。転移した癌細胞が最初に流入すると予想される腋窩リンパ節である「センチネルリンパ節」が切除される場合もある。単純乳房切除術を受けた患者は通常、短期間の入院で退院できる。多くの場合、手術中に胸にドレナージチューブが挿入され、皮下液を排出するために小型吸引装置が取り付けられる。排液量が1日20～30ml未満に減少していき、チューブは通常、術後数日で除去される。この手術はin situ乳管癌が広い範囲にある患者、将来乳癌が発生する可能性があるため乳房を切除する人（予防的乳房切除術）、性別適合手術として乳房切除術を受ける患者などが受ける可能性が高い。この手術が乳癌のある乳房に行われる場合、癌の発生を未然に防ぐためや胸郭を平坦化するための「バランス調整」や「対称化」のために健側乳房にも行われることがある。しかし2014年に発表された大規模研究によると、遺伝的指標がない場合、潜在的な利益は僅かであると思われる。乳癌のリスクが高いことが知られている健康な人の場合、この手術は癌予防策として両側に行われることがある。あるシステマティックレビューによると、このような状況で両乳房を切除した女性は、全体としてその決定に満足していた。乳房再建術を受けた女性と比べると合併症は少なかったが、片方の乳房を切除した女性と比べると僅かに合併症が多かった。

### 非定型的乳房切除術
非定型的乳房切除術（英: Modified radical mastectomy）では、乳房組織全体と腋窩内容物（脂肪組織とリンパ節）が切除される。根治的乳房切除術とは異なり、大胸筋は温存される。このタイプの乳房切除術は、癌細胞が乳房を越えて転移しているか否かを特定するために、リンパ節を検査するために行われる。

### 定型的乳房切除術（根治的乳房切除術、ハルステッド手術）
定型的乳房切除術/根治的乳房切除術 (英: Radical mastectomy)/ハルステッド手術 (英: Halsted mastectomy) は1882年に初めて行われた。この手術では乳房全体、腋窩リンパ節、乳房後方の大胸筋と小胸筋が切除されるので非定型的乳房切除術よりも体形が崩れやすく、殆どの腫瘍に対して生存率の向上は見られない。この手術は現在、大胸筋に腫瘍が転移した場合、または胸壁に再発した乳癌にのみ推奨される。根治的乳房切除術は外観を損なう可能性があるのでこれらの症例にのみ行われてきたが、非定型的根治的乳房切除術は同等の効果があることが証明されている。

### 皮膚温存乳房切除術
皮膚温存乳房切除術（英: Skin-sparing mastectomy）では、乳輪（乳頭を囲む黒い部分）の周囲を温存的に切開して乳房組織を切除する。従来の乳房切除術に比べて皮膚の温存量が増えるため、乳房再建術が容易になる。炎症性癌などの皮膚に癌が及ぶ患者は、皮膚温存乳房切除術の対象にはならない。また皮膚温存乳房切除術の有効性と安全性についても充分に研究されていない。皮膚温存乳房切除術では皮膚弁を液体で灌流する場合があり、患者の希望に応じて、温存した皮膚の壊死を防ぎ再建術の質を向上させるために、インドシアニングリーン血管造影が提案されることもある。この方法の有効性に関する明確なエビデンスはない。

### 乳頭乳輪温存乳房全切除術/皮下乳房切除術
乳頭乳輪温存乳房全切除術 (英: Nipple-sparing mastectomy)/皮下乳房切除術 (英: Subcutaneous mastectomy) では乳房組織は切除されるが、乳頭乳輪組織は温存される。この術式は歴史的に、乳頭乳輪組織が温存されたまま乳管組織に癌が発生することを恐れて、良性疾患に対する予防的または乳房切除術と併用してのみ行われてきた。最近の一連の研究では、乳輪下に位置していない腫瘍に対しては、腫瘍学的に妥当な手術である可能性が示唆されている。

### 拡大乳房切除術
拡大乳房切除術（英: Extended radical mastectomy）は、胸骨切開による胸膜腔内内胸リンパ節一括切除を伴う根治的乳房切除術である。

### 予防的乳房切除術
予防的乳房切除術（英: Prophylactic mastectomy）は乳癌の予防措置として行われ、乳癌に進行する可能性のある乳房組織をすべて切除することを目的としている。この手術は一般的に、女性がBRCA1 またはBRCA2 の遺伝子変異を持っている場合に考慮される。この処置では皮膚の直下から胸壁、乳房の境界周辺の組織を両方の乳房から切除する必要がある。乳癌は乳腺組織で発生するため、乳管と乳小葉も切除する必要がある。切除範囲は鎖骨から下肋骨縁、胸の中央から脇腹や脇の下まで広範囲にわたるため、総ての組織を切除することは非常に困難である。この遺伝子変異は乳癌発症の高リスク因子であり、家族歴、異型小葉過形成（異型細胞が乳腺小葉に並ぶ状態）の存在が重要である。この種の処置は乳癌のリスクを100%低減すると言われているが、他の状況が結果に影響を及ぼす可能性がある。閉経前の女性は、この手術を受けた後の生存率が高いという研究結果もある。

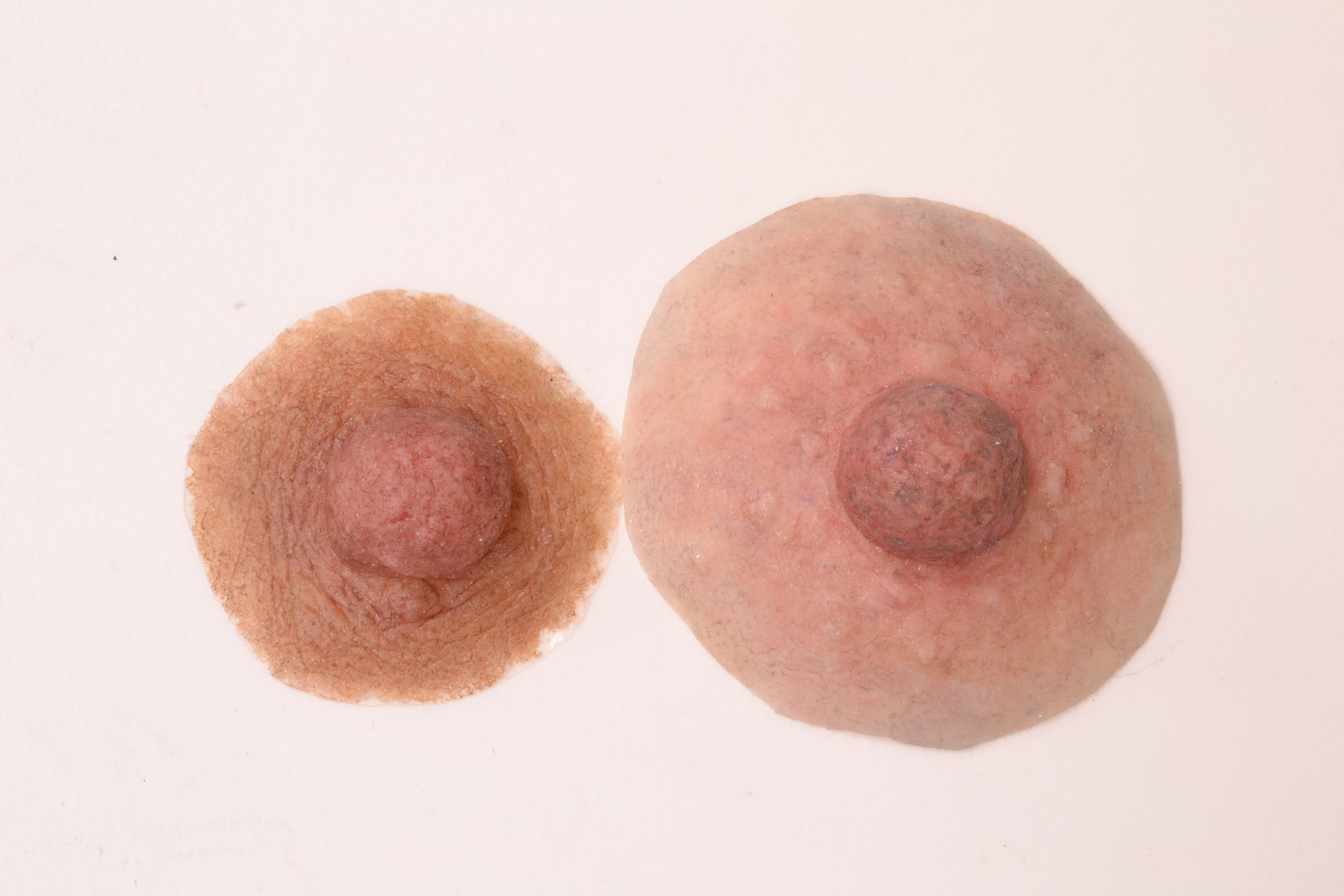
人工乳頭の例
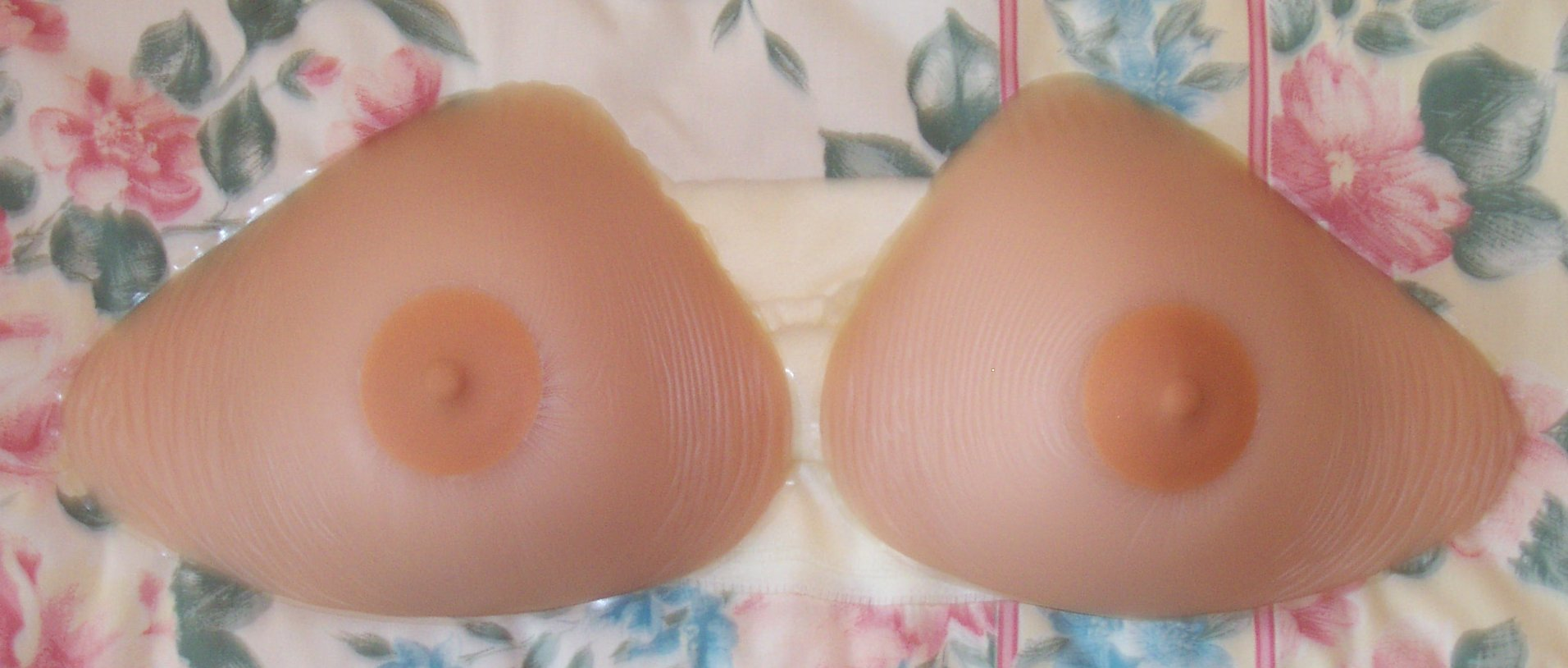
人工乳房の例
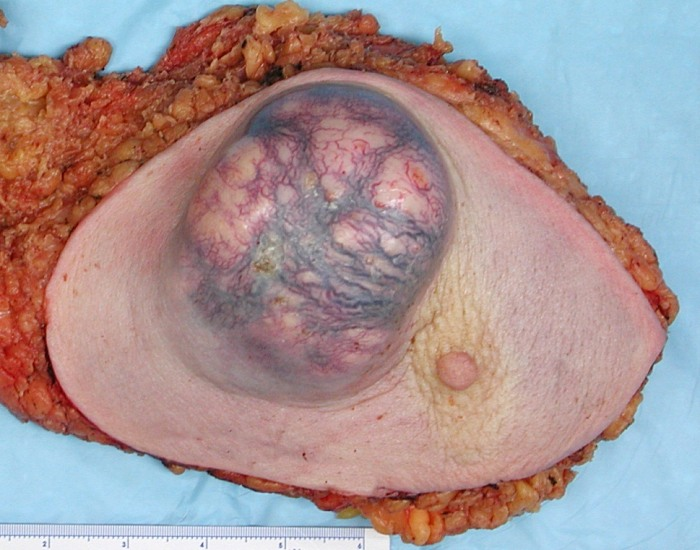
非常に大きな乳癌(浸潤性乳管癌)を含む乳房切除標本
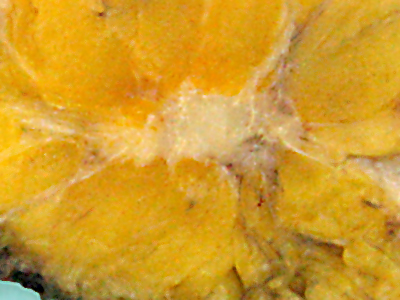
浸潤性乳管癌の乳房切除標本切断面の典型的な巨視的外観(肉眼的検査)―中央の淡色部

### 術前
最近の研究によると、豊胸手術、乳房固定術、乳房縮小術などの乳房手術を受ける女性では、マンモグラフィー検査を通常よりも頻繁に行うべきではないと指摘されている。

### 術後
乳癌患者の中には、リンパ節や胸壁に残存する組織での癌の再発リスクを低減する目的で、乳房切除術後に追加の放射線療法を必要とする場合がある。放射線療法を提案する医療チームの決定は、専門家によって異なってくるが、乳房腫瘍が大きい（5cm以上）場合や複数の腋窩リンパ節に癌が転移している（4個以上）場合など、癌の再発リスクが高い患者に対しては、殆どのチームが乳房切除後の放射線療法を推奨している。癌が1～3個の腋窩リンパ節に転移しているなど、リスクが若干低い患者に対する放射線療法の必要性と有用性はそれほど明確ではない。

## 副作用
乳房切除術の副作用には、術後の痛みや胸部および/または乳房の形の明らかな変化の他、疼痛、切開部位の瘢痕組織、一時的な腫脹、幻乳痛（切除した乳房または組織の痛み）、創部感染、創部出血、血腫（創部に血液が溜まること）、漿液腫（創部に透明な液体が溜まること）などがある。リンパ節も切除する場合は、リンパ浮腫（リンパ節の腫れ）などの副作用がさらに発生することがある。
術後の痛みや胸部および／または乳房の明らかな形状変化に加え、乳房切除術の副作用として、痛み、切開部位の瘢痕組織、腫れ、幻肢痛（乳房または切除された組織の痛み）、創傷感染または出血、血腫（創傷部に）、漿液腫（創傷部に透明な液体が）などが考えられます。リンパ節も切除する場合は、リンパ浮腫（リンパ節の腫れ）などの副作用が可能性があります。
肩や腕の痛み、筋力低下、運動制限などの上肢の問題は、乳癌手術後によく見られる副作用である。英国での研究によると、手術後7～10日目から運動プログラムを開始することで、上肢の問題を軽減できる。

## 頻度
2004年の「Intergroup Exemestane Study」で明らかになったように、乳房切除率は世界各地で大きく異なる。この研究は、37カ国で早期乳癌の女性4,700人を対象とした国際補助療法試験で使用された手術法の集計である。乳房切除率は中欧および東欧で最も高く77％であった。米国は2番目に高く56％、西欧と北欧は平均46％、南欧は42％、オーストラリアとニュージーランドは34％であった。

## 歴史
乳房手術は今から3000年前に初めて記録された。初期の段階では乳房腫瘍は単純な焼灼術で治療されていた。その後、歴史上最初の乳癌外科医の一人であるレオニデスは、切開と焼灼術を交互に行い腫瘍を完全に切除する方法を提案した。他の外科医は腫瘍を完全に切除できる場合にのみ切除と焼灼術を、そうでない場合は手術を避けることを推奨した。負傷した兵士の治療で知られるパリ出身の著名な外科医、アンブロワーズ・パレ（1510年生）は、乳房手術に多層的なアプローチを提唱した。表在性の乳癌は切除できるが、より進行した乳癌は鉛板で圧迫して腫瘍への血液供給を減らすことで対処した。
16世紀、ドイツ外科学の父として知られるドイツの外科医ウィルヘルム・ファブリー（1560年生）は、乳房切除術中に乳房基部を圧迫・固定する装置を発明し、これにより乳房の切除がより迅速に行えるようになった。この時期に開発されたもう一つの技術は、乳房切除の効率向上のために結紮糸を用いて前方牽引を行うものであった。これらの技術が開発されたにもかかわらず、当時は有能な外科医の不足、手術に伴う合併症、死亡率、外観の醜化が高かったため、実際に乳房切除術が行われることは殆どなかった。
18世紀には、ペトルス・カンパー（1722年生）とパオロ・マスカーニ（1752年生）が、手術のためのリンパ節マッピングに大きく貢献し、その結果乳癌の治療においてリンパ節切除が推奨された。当時、手術は適切な無菌操作や麻酔なしで行われていた。
19世紀になると、日本人外科医の華岡青洲（1760年生）が、世界で初めて全身麻酔による手術を行った。この世紀には、麻酔と無菌技術において多くの進歩があった。1895年にはヴィルヘルム・レントゲンがX線を発見し、乳癌治療は外科的アプローチのみから、画像診断、ホルモン療法、放射線療法、化学療法、免疫療法など、今日採用されている多方面からのアプローチへと劇的に転換した。
20世紀には乳癌治療における皮膚温存乳房切除術の進歩が見られた。最近の文献によると、この手術は従来の乳房切除術と比較して審美的な結果を改善し、局所再発のリスクを増加させないことが示唆されている。